# Зонов, Пантелей Петрович
Пантелей Петрович Зонов (1913—1998) — участник Великой Отечественной войны, заместитель командира стрелкового батальона по политчасти 221-го гвардейского стрелкового полка (77-я гвардейская стрелковая дивизия, 61-я армия, Центральный фронт), гвардии капитан, Герой Советского Союза.

## Биография
Родился 30 июля 1913 года в деревне Зоново ныне Куйбышевского района Новосибирской области в семье крестьянина. Русский.
Окончил начальную школу, работал в колхозе и леспромхозе. Учился в высшей сельскохозяйственной школе в Прокопьевске Кемеровской области. В 1930-х годах работал инструктором Чистоозёрного райкома ВЛКСМ, затем учился в Высшей коммунистической сельскохозяйственной школе.
В Красной Армии с июля 1941 года. Окончил Новосибирское военно-пехотное училище. С августа 1942 воевал на Сталинградском, Донском, Центральном, 2-м Белорусском фронтах. Член КПСС с 1942 года.
Гвардии капитан 3онов отличился в боях при форсировании Днепра. 28 сентября 1943 года умело и организованно произвёл посадку личного состава на лодки. Батальон переправился через реку и с ходу вступил в бой. Продвинувшись вперёд на 8 км, захватил плацдарм у деревни Вялье (Комаринский район Полесской области, ныне Брагинский район Гомельской области), отразил 11 контратак противника и удержал свои позиции. В боях на северо-восточной окраине Чернигова неоднократно поднимал бойцов в штыковые атаки и выполнил поставленные задачи.
24 июня 1945 года на Параде Победы в Москве Зонов П. П. нёс боевое знамя сводного полка Военно-политической академии имени В. И. Ленина.
После окончания в 1949 году ВПА имени В. И. Ленина был заместителем командира полка связи по политчасти в Краснодаре, затем проходил службу в Группе Советских войск в Германии. С 1956 по 1960 годы — заместитель начальника политического отдела Ростовского ВАИУ. С 1960 по апрель 1962 проходил службу в должности начальника политотдела ракетной бригады.
Уволен в запас в звании полковника и с 1962 года проживал в г. Ростов-на-Дону, трудился на «Ростсельмаше» начальником инструментального цеха, инженером по технике безопасности. Работал референтом директора института «Атомкотломашпроект», старшим инженером по технике безопасности в Ростовском областном отделении ВОИР, начальником отдела кадров РСУ № 1.
Умер 15 января 1998 года, похоронен в Ростове-на-Дону.

## Награды
- Указом Президиума Верховного Совета СССР «О присвоении звания Героя Советского Союза генералам, офицерскому, сержантскому и рядовому составу Красной Армии» от 15 января 1944 года за «образцовое выполнение боевых заданий командования по форсированию реки Днепр и проявленные при этом мужество и героизм» удостоен звания Героя Советского Союза с вручением ордена Ленина и медали «Золотая Звезда» (№ 2642)[1].
- Награждён орденами Ленина, Красного Знамени, двумя орденами Отечественной войны I степени, двумя Красной Звезды, медалью «За отвагу» и другими медалями.

## Память
- Имя Зонова Пантелея Петровича увековечено на памятном пилоне в честь Героев Советского Союза в г. Куйбышеве, а также в Новосибирске на Аллее Героев у Монумента Славы.